# NHK 나가사키 방송국
NHK 나가사키 방송국(長崎 放送局)은 나가사키현을 방송구역으로 하는 NHK의 지역방송국이며 중파·FM라디오·텔레비전 방송을 담당하고 있다.

## 연혁
- 1933년 9월 20일 개국

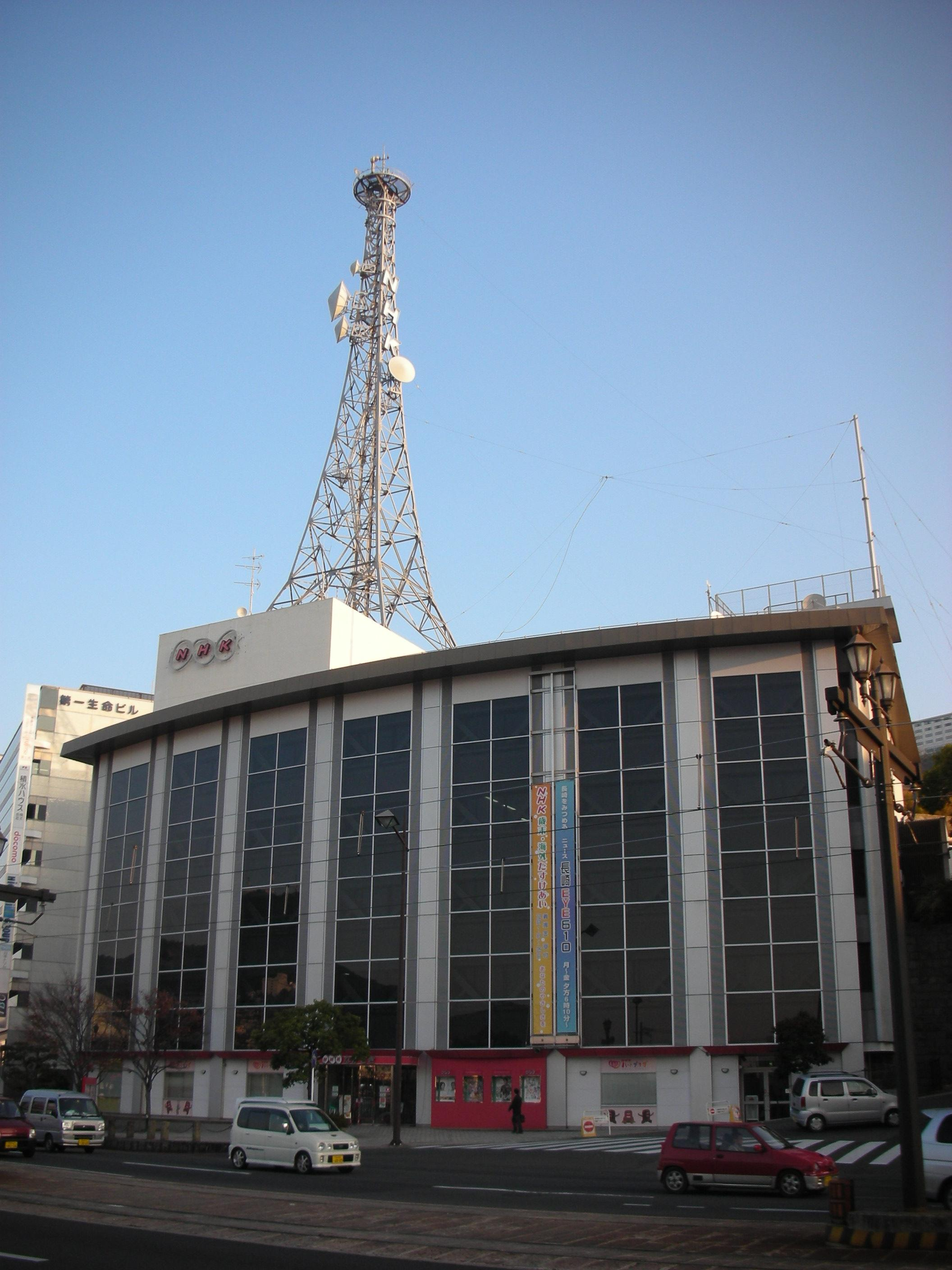
NHK 나가사키 방송국

- 1945년 8월 9일 원자폭탄 투하에 의해 3일간 방송국의 기능이 정지된다.
- 1958년 12월 22일 종합 텔레비전 방송 개시
- 2006년 12월 1일 지상파 디지털 텔레비전 방송 개시
- 2011년 7월 24일 지상파 아날로그 텔레비전 방송 종료

## 채널·주파수

### 종합·교육 텔레비전
- 종합텔레비전 나가사키본국 15ch(JOAG-DTV)
- 교육텔레비전 나가사키본국 13ch(JOAC-DTV)

### 라디오 제1방송
| 중계국·방송국   | 주파수  | 출력 | 비고          |
| --------------- | ------- | ---- | ------------- |
| 나가사키 방송국 | 684kHz  | 5kW  | 콜사인은 JOAG |
| 사세보 중계국   | 981kHz  | 1kW  |               |
| 히라도 중계국   | 1341kHz | 100W |               |
| 후쿠에 중계국   | 945kHz  | 1kW  |               |
| 시마바라 중계국 | 1584kHz | 100W |               |
| 이사하야 중계국 | 927kHz  | 100W |               |

### 라디오 제2 방송
| 중계국·방송국   | 주파수  | 출력 | 비고          |
| --------------- | ------- | ---- | ------------- |
| 나가사키 방송국 | 1377kHz | 1kW  | 콜사인은 JOAC |
| 사세보 중계국   | 1512kHz | 500W |               |

### FM방송
| 중계국·방송국         | 주파수  | 출력 | 비고 |
| --------------------- | ------- | ---- | --- |
| 나가사키 방송국       | 84.5MHz | 500W | 콜사인은 JOAG-FM, 구역외송신 방지를 위해 FM 나가사키보다 출력이 약하며 이 때문에, 나가사키시에도 중계국이 설치되고 있다. |
| 사세보 중계국         | 86.0MHz | 250W | 개국 당시 NHK 사세보 지국이 방송국으로 존재했지만 처음부터 나가사키 방송국의「중계국」대우를 받았다.                     |
| 이사하야 중계국       | 83.0MHz | 10W  | |
| 히라도 중계국         | 83.9MHz | 10W  | |
| 마쓰우라 중계국       | 84.2MHz | 10W  | |
| 시마바라 중계국       | 82.7MHz | 10W  | |
| 미나미아리마 중계국   | 81.7MHz | 3W   | |
| 오세토 중계국         | 82.8MHz | 100W | |
| 아리카와 중계국       | 82.7MHz | 10W  | |
| 후쿠에 중계국         | 83.5MHz | 100W | |
| 고노우라 중계국       | 83.3MHz | 100W | |
| 이즈하라 중계국       | 82.6MHz | 100W | 대한민국 부산광역시 일부지역(부산 바닷가지역)에서 수신이 가능하다.                                                       |
| 히가시나가사키 중계국 | 83.8MHz | 1W   | |
| 고노우라 중계국       | 88.0MHz | 1W   | |

## 보충서술
- 이키·대마도에는 라디오 제1방송 중계국이 없기 때문에 후쿠오카 방송국을 통해 1라디오를 듣는다고 한다.
- 라디오 제2방송의 경우, 나가사키현의 많은 지역에서 구마모토 방송국이나 후쿠오카 방송국을 통해 청취 할 수 있다.(단, 고토·이키·대마도에서는 듣지 못하는 곳도 많다.)
- 나가사키 현 북부지역 방송은 NHK 사세보 방송국에서 담당했지만 1988년 경영합리화 조치에 따라 대부분의 기능이 나가사키 방송국으로 이관되었다.
- 1990년 마쓰우라시와 이키섬 사이에 고정무선회선(FPU)가 설치되기 전까지 이키섬과 대마도의 NHK 텔레비전 방송과 FM 방송은 NHK 후쿠오카 방송국에서 관리하고 있었다.

## 나가사키현에 있는 다른 텔레비전·라디오 방송국
- 나가사키 방송(NBC)(TV는 도쿄 방송 계열국, 라디오는 JRN&NRN계열국)
- 나가사키 국제 TV(NIB)(니혼 TV계열)
- 나가사키 문화방송(NCC)(TV 아사히계열)
- TV 나가사키(KTN)(후지 TV계열)
- FM나가사키(JFN 계열)